# Vicente Traver Tomás
Vicente Traver Tomás (Castelló de la Plana, 1888 - Alacant, 15 de novembre de 1966) fou un arquitecte i polític valencià. El 1912 es llicencià en arquitectura a la Universitat de Madrid, i el 1919 es casà amb Elena González-Espresati Sánchez, filla de Carlos González-Espresati Chaparro. El 1926 fou nomenat director artístic de l'Exposició Iberoamericana de Sevilla en substitució d'Aníbal González. Allí va fer els plànols del Casino de l'Exposició, el Teatre Municipal Lope de Vega (1925-1928), la Fonte de la Plaça d'Espanya (1929), el Caseriu al Cortijo de la Cebolla.
També és autor del Palau Arquebisbal de València (1941-1946) i dels seminaris de València i de Tortosa.
Fou el primer alcalde franquista de Castelló de la Plana, nomenat per Ramón Serrano Súñer l'abril de 1939. Ocupà el càrrec fins a novembre de 1942. També fou vicepresident de la Societat Castellonenca de Cultura. Després de deixar l'alcaldia tornà a treballar com a arquitecte diocesà, i durant els anys cinquanta fou el dissenyador del retaule major de la Basílica de la Mare de Déu del Lledó.